# 1962-es labdarúgó-világbajnokság (3. csoport)
Az 1962-es labdarúgó-világbajnokság 3. csoportjának mérkőzéseit május 30. és június 7. között játszották. A csoportban a címvédő Brazília, Csehszlovákia, Spanyolország és Mexikó szerepelt.
A csoportból Brazília és Csehszlovákia jutott tovább az első két helyen. A mérkőzéseken összesen 11 gól esett.

## Végeredmény
| Csapat        | M | Gy | D | V | Rg | Kg | Gá   | P |
| ------------- | - | -- | - | - | -- | -- | ---- | - |
| Brazília      | 3 | 2  | 1 | 0 | 4  | 1  | 4,00 | 5 |
| Csehszlovákia | 3 | 1  | 1 | 1 | 2  | 3  | 0,67 | 3 |
| Mexikó        | 3 | 1  | 0 | 2 | 3  | 4  | 0,75 | 2 |
| Spanyolország | 3 | 1  | 0 | 2 | 2  | 3  | 0,67 | 2 |

## Mérkőzések

### Brazília – Mexikó
| 1962. május 30. 15:00 |

| Brazília             | 2 – 0               | Mexikó |
| -------------------- | ------------------- | ------ |
| Zagallo 56' Pelé 73' | (0 – 0) Jegyzőkönyv |        |

| Estadio Sausalito, Viña del Mar Nézőszám: 10,484 Játékvezető: Gottfried Dienst (svájci) Asszisztensek: Erich Steiner (osztrák), Pierre Schwinte (francia) |

| Brazília | Mexikó |

| GK                   | 1  | Gilmar        |
| RB                   | 2  | Djalma Santos |
| CB                   | 3  | Mauro Ramos   |
| CB                   | 5  | Zózimo        |
| LB                   | 6  | Nílton Santos |
| RH                   | 4  | Zito          |
| LH                   | 8  | Didi          |
| OR                   | 7  | Garrincha     |
| CF                   | 10 | Pelé          |
| CF                   | 19 | Vavá          |
| OL                   | 21 | Mário Zagallo |
| Szövetségi kapitány: |    |               |
| Aymoré Moreira       |    |               |

| GK                   | 1  | Antonio Carbajal    |
| RB                   | 2  | Jesús del Muro      |
| CB                   | 5  | Raúl Cárdenas       |
| CB                   | 3  | Guillermo Sepúlveda |
| LB                   | 4  | José Villegas       |
| RH                   | 19 | Antonio Jasso       |
| LH                   | 6  | Pedro Nájera        |
| OR                   | 7  | Alfredo del Águila  |
| IR                   | 8  | Salvador Reyes      |
| IL                   | 9  | Héctor Hernández    |
| OL                   | 11 | Isidoro Díaz        |
| Szövetségi kapitány: |    |                     |
| Ignacio Trelles      |    |                     |

### Csehszlovákia – Spanyolország
| 1962. május 31. 15:00 |

| Csehszlovákia | 1 – 0               | Spanyolország |
| ------------- | ------------------- | ------------- |
| Štibrányi 80' | (0 – 0) Jegyzőkönyv |               |

| Estadio Sausalito, Viña del Mar Nézőszám: 12,700 Játékvezető: Erich Steiner (osztrák) Asszisztensek: Esteban Marino (uruguayi), Walter van Rosberg (Antigua és Barbuda-i) |

| Csehszlovákia | Spanyolország |

| GK                   | 1  | Viliam Schrojf    |
| RB                   | 2  | Jan Lála          |
| CB                   | 5  | Svatopluk Pluskal |
| CB                   | 3  | Ján Popluhár      |
| LB                   | 4  | Ladislav Novák    |
| RH                   | 19 | Andrej Kvašňák    |
| LH                   | 6  | Josef Masopust    |
| OR                   | 7  | Jozef Štibrányi   |
| IR                   | 8  | Adolf Scherer     |
| IL                   | 10 | Jozef Adamec      |
| OL                   | 11 | Josef Jelínek     |
| Szövetségi kapitány: |    |                   |
| Rudolf Vytlačil      |    |                   |

| GK                   | 3  | Carmelo           |
| RB                   | 11 | Feliciano Rivilla |
| CB                   | 19 | José Santamaría   |
| LB                   | 16 | Severino Reija    |
| RH                   | 20 | Joan Segarra      |
| LH                   | 8  | Jesús Garay       |
| OR                   | 5  | Luis del Sol      |
| IR                   | 15 | Eulogio Martínez  |
| CF                   | 14 | Puskás Ferenc     |
| IL                   | 21 | Luis Suárez       |
| OL                   | 9  | Francisco Gento   |
| Szövetségi kapitány: |    |                   |
| Helenio Herrera      |    |                   |

### Brazília – Csehszlovákia
| 1962. június 2. 15:00 |

| Brazília | 0 – 0       | Csehszlovákia |
| -------- | ----------- | ------------- |
|          | Jegyzőkönyv |               |

| Estadio Sausalito, Viña del Mar Nézőszám: 14,903 Játékvezető: Pierre Schwinte (francia) Asszisztensek: Arturo Massaro (chilei), Gottfried Dienst (svájci) |

| Brazília | Csehszlovákia |

| GK                   | 1  | Gilmar        |
| RB                   | 2  | Djalma Santos |
| CB                   | 3  | Mauro Ramos   |
| CB                   | 5  | Zózimo        |
| LB                   | 6  | Nílton Santos |
| RH                   | 8  | Didi          |
| LH                   | 4  | Zito          |
| OR                   | 7  | Garrincha     |
| CF                   | 10 | Pelé          |
| CF                   | 19 | Vavá          |
| OL                   | 21 | Mário Zagallo |
| Szövetségi kapitány: |    |               |
| Aymoré Moreira       |    |               |

| GK                   | 1  | Viliam Schrojf    |
| RB                   | 2  | Jan Lála          |
| CB                   | 5  | Svatopluk Pluskal |
| CB                   | 3  | Ján Popluhár      |
| LB                   | 4  | Ladislav Novák    |
| RH                   | 19 | Andrej Kvašňák    |
| LH                   | 6  | Josef Masopust    |
| OR                   | 7  | Jozef Štibrányi   |
| IR                   | 8  | Adolf Scherer     |
| IL                   | 10 | Jozef Adamec      |
| OL                   | 11 | Josef Jelínek     |
| Szövetségi kapitány: |    |                   |
| Rudolf Vytlačil      |    |                   |

### Spanyolország – Mexikó
| 1962. június 3. 15:00 |

| Spanyolország | 1 – 0               | Mexikó |
| ------------- | ------------------- | ------ |
| Peiró 90'     | (0 – 0) Jegyzőkönyv |        |

| Estadio Sausalito, Viña del Mar Nézőszám: 11,875 Játékvezető: Branislav Tešanić (jugoszláv) Asszisztensek: Claudio Vicuña Larrain (chilei), Walter van Rosberg (Antigua és Barbuda-i) |

| Spanyolország | Mexikó |

| GK                   | 3  | Carmelo         |
| RB                   | 17 | Rodri           |
| CB                   | 19 | José Santamaría |
| LB                   | 10 | Sígfrid Gràcia  |
| RH                   | 22 | Martín Vergés   |
| LH                   | 13 | Pachín          |
| OR                   | 5  | Luis del Sol    |
| IR                   | 12 | Joaquín Peiró   |
| CF                   | 14 | Puskás Ferenc   |
| IL                   | 21 | Luis Suárez     |
| OL                   | 9  | Francisco Gento |
| Szövetségi kapitány: |    |                 |
| Helenio Herrera      |    |                 |

| GK                   | 1  | Antonio Carbajal    |
| RB                   | 2  | Jesús del Muro      |
| CB                   | 5  | Raúl Cárdenas       |
| CB                   | 3  | Guillermo Sepúlveda |
| LB                   | 15 | Ignacio Jáuregui    |
| RH                   | 19 | Antonio Jasso       |
| LH                   | 6  | Pedro Nájera        |
| OR                   | 7  | Alfredo del Águila  |
| IR                   | 8  | Salvador Reyes      |
| IL                   | 9  | Héctor Hernández    |
| OL                   | 11 | Isidoro Díaz        |
| Szövetségi kapitány: |    |                     |
| Ignacio Trelles      |    |                     |

### Brazília – Spanyolország
| 1962. június 6. 15:00 |

| Brazília         | 2 – 1               | Spanyolország |
| ---------------- | ------------------- | ------------- |
| Amarildo 72' 86' | (0 – 1) Jegyzőkönyv | Adelardo 35'  |

| Estadio Sausalito, Viña del Mar Nézőszám: 18,715 Játékvezető: Sergio Bustamante (chilei) Asszisztensek: Esteban Marino (uruguayi), José Antonio Sundheim (kolumbiai) |

| Brazília | Spanyolország |

| GK                   | 1  | Gilmar        |
| RB                   | 2  | Djalma Santos |
| CB                   | 3  | Mauro Ramos   |
| CB                   | 5  | Zózimo        |
| LB                   | 6  | Nílton Santos |
| RH                   | 4  | Zito          |
| LH                   | 8  | Didi          |
| OR                   | 7  | Garrincha     |
| CF                   | 19 | Vavá          |
| CF                   | 20 | Amarildo      |
| OL                   | 21 | Mário Zagallo |
| Szövetségi kapitány: |    |               |
| Aymoré Moreira       |    |               |

| GK                   | 1  | José Araquistáin      |
| RB                   | 17 | Rodri                 |
| CB                   | 7  | Luis María Echeberría |
| LB                   | 10 | Sígfrid Gràcia        |
| RH                   | 22 | Martín Vergés         |
| LH                   | 13 | Pachín                |
| OR                   | 4  | Enrique Collar        |
| IR                   | 12 | Joaquín Peiró         |
| CF                   | 14 | Puskás Ferenc         |
| IL                   | 18 | Adelardo              |
| OL                   | 9  | Francisco Gento       |
| Szövetségi kapitány: |    |                       |
| Helenio Herrera      |    |                       |

### Mexikó – Csehszlovákia
| 1962. június 7. 15:00 |

| Mexikó                                           | 3 – 1               | Csehszlovákia |
| ------------------------------------------------ | ------------------- | ------------- |
| Díaz 12' del Águila 29' Hernández 90' (11-esből) | (2 – 1) Jegyzőkönyv | Mašek 1'      |

| Estadio Sausalito, Viña del Mar Nézőszám: 10,648 Játékvezető: Gottfried Dienst (svájci) Asszisztensek: Branislav Tešanić (jugoszláv), José Antonio Sundheim (kolumbiai) |

| Mexikó | Csehszlovákia |

| GK                   | 1  | Antonio Carbajal    |
| RB                   | 2  | Jesús del Muro      |
| CB                   | 5  | Raúl Cárdenas       |
| CB                   | 3  | Guillermo Sepúlveda |
| LB                   | 15 | Ignacio Jáuregui    |
| RH                   | 8  | Salvador Reyes      |
| LH                   | 6  | Pedro Nájera        |
| OR                   | 7  | Alfredo del Águila  |
| IR                   | 18 | Alfredo Hernández   |
| IL                   | 9  | Héctor Hernández    |
| OL                   | 11 | Isidoro Díaz        |
| Szövetségi kapitány: |    |                     |
| Ignacio Trelles      |    |                     |

| GK                   | 1  | Viliam Schrojf    |
| RB                   | 2  | Jan Lála          |
| CB                   | 5  | Svatopluk Pluskal |
| CB                   | 3  | Ján Popluhár      |
| LB                   | 4  | Ladislav Novák    |
| RH                   | 19 | Andrej Kvašňák    |
| LH                   | 6  | Josef Masopust    |
| OR                   | 7  | Jozef Štibrányi   |
| IR                   | 8  | Adolf Scherer     |
| IL                   | 10 | Jozef Adamec      |
| OL                   | 14 | Václav Mašek      |
| Szövetségi kapitány: |    |                   |
| Rudolf Vytlačil      |    |                   |